# Cerhenice
Cerhenice är en köping i Tjeckien.   Den ligger i regionen Mellersta Böhmen, i den centrala delen av landet, 50 km öster om huvudstaden Prag. Cerhenice ligger 211 meter över havet och antalet invånare är 1 491.
Terrängen runt Cerhenice är platt, och sluttar norrut. Runt Cerhenice är det ganska tätbefolkat, med 96 invånare per kvadratkilometer. Närmaste större samhälle är Poděbrady, 8,6 km norr om Cerhenice. Trakten runt Cerhenice består till största delen av jordbruksmark.